# Namdalseid
Namdalseid was een gemeente in de Noorse provincie Trøndelag. De gemeente telde 1593 inwoners in januari 2017. Op 1 januari 2020 werd de gemeente opgeheven en toegevoegd aan Namsos.

## Plaatsen in de gemeente
- Elda
- Ledang
- Namdalseid
- Sjøåsen
- Statland
- Tøttdal